# Banmijl van Utrecht
De Utrechtse banmijl vormde in vroegere eeuwen op het platteland rond de stad Utrecht een bepaalde grens met afbakening.
Voor degenen die uit de stad verbannen waren was de banmijl de grens waar voor hen het verboden gebied begon. Onbekende kooplieden van buiten kregen hier tevens een vrijgeleide. Daarnaast diende de banmijl ter bevordering van tolbetalingen. Als banmijl werd destijds een afstand van 1 mijl of 1000 roeden buiten de stadsgrens gehanteerd. 
In of bij de omliggende plaatsen Maarssen, Zeist, Vreeswijk en 't Gein kende men in de middeleeuwen een afbakening van de Utrechtse banmijl met slagbomen. Deze waren aangebracht op diverse toegangswegen naar de stad Utrecht. De slagbomen konden onbewaakt zijn maar werden soms bemand met inwoners als toezichthouder. Als tegenprestatie verkregen zij daarvoor het burgerschap.

## Bron
- R.E. de Bruin et al. (red.) (2000) 'Een paradijs vol weelde'. Geschiedenis van de stad Utrecht, Matrijs, Utrecht, blz. 131 en 503, ISBN 9053451757